# Matthew Porretta
Matthew Charles Porretta est un acteur américain né le 29 mai 1965 à Darien, Connecticut, États-Unis. Il vient d'une famille d'artistes : son père Frank Porretta II est chanteur d'opéra et acteur ; sa mère Roberta elle aussi chante; ses frères et sœur sont aussi artistes. Il a étudié à la Manhattan School of Music. Il obtient un rôle récurrent en 1990 dans la série Beverly Hills. En 1993, il tient le rôle de Will Scarlet O'Hara dans le film parodique de Mel Brooks, Sacré Robin des Bois. En 1996 et 1997, il joue Robin des Bois dans la série télévisée Les Nouvelles Aventures de Robin des Bois pendant les deux premières saisons. Depuis son départ de la série, il a joué dans quelques films indépendants, et dans quelques séries, notamment dans Les Experts : Manhattan et FBI : Portés disparus.
Il fait quelques apparitions dans le monde du jeu vidéo et plus particulièrement dans l'univers particulier du studio finlandais Remedy Entertainment puisqu'il prête sa voix au protagoniste d'Alan Wake et quelques années plus tard en incarnant le Dr Casper Darling dans Control.

## Filmographie

### Télévision
- 2014 : The Good Wife (Saison 6, épisode 9) : Ian Gatins (nouvel avocat de Lemond Bishop)
- 2018 : Blacklist (Saison 6, épisode 7) : Général Shiro (N°116)
- 2003 : FBI : Portés disparus (Saison 2, épisode 19) : Oscar
- 1997 - 1998 : Les Nouvelles Aventures de Robin des Bois (Saison 1 et 2) : Robin des Bois
- 1993 : Beverly Hills (Saison 4) : Dan Rubin
- 1993 : Sacré Robin des Bois : Will Scarlet O'Hara

### Jeux vidéo
- 2010 : Alan Wake : Alan Wake
- 2012 : Alan Wake's American Nightmare : Alan Wake et Mr. Scratch
- 2019 : Control : Dr Casper Darling et Alan Wake
- 2023 : Alan Wake 2 : Alan Wake et le Dr Casper Darling